# شاى جيلجيوس إليكسندر
شاى جيلجيوس إليكسندر هو لاعب كرة سلة كندي يلعب في مركز مدافع مسدد الهدف أو لاعب هجوم صغير الجسم في نادي أوكلاهوما سيتي ثاندر.

## روابط خارجية
- شاى جيلجيوس إليكسندر على موقع الاتحاد الدولي لكرة السلة (الإنجليزية)
- شاى جيلجيوس إليكسندر على موقع إن بي أي (الإنجليزية)
- شاى جيلجيوس إليكسندر على موقع سبورتس رفرنس (الإنجليزية)
- شاى جيلجيوس إليكسندر على موقع كرة السلة الأوروبية.كوم (الإنجليزية)
- شاى جيلجيوس إليكسندر على موقع إي إس بي إن.كوم (الإنجليزية)
- شاى جيلجيوس إليكسندر على موقع كلية كرة السلة في سبورتس رفرنس.كوم (الإنجليزية)
- شاى جيلجيوس إليكسندر على موقع ريلجم (الإنجليزية)
- شاى جيلجيوس إليكسندر على موقع بروبوليرز (الإنجليزية)
- شاى جيلجيوس إليكسندر على موقع سبورتس رفرنس (الإنجليزية)